# Theodoros
Theodoros (altgriechisch Θεόδωρος Theódōros, deutsch: „Geschenk Gottes“), latinisiert Theodorus, ist ein griechischer Vorname, weiteres zum Namen siehe unter Theodor.

## Bekannte Namensträger
Politiker, Staatsmänner, Militärs
Antike (inklusive Spätantike)                                                          
- Theodoros (Sohn des Seleukos), ptolemäischer Statthalter im 2. Jahrhundert v. Chr.
- Marcus Ulpius Ofellius Theodorus, römischer Statthalter von Cappadocia (um 220)
- Flavius Mallius Theodorus, römischer Schriftsteller und Politiker, Konsul 399
- Theodorus (Antiochia), römischer Usurpator († 371)
- Theodorus (Konsul 505), römischer Konsul 505 und Patricius
- Flavius Theodorus Georgius Procopius, römischer Statthalter von Palaestina secunda (ca. 517)
- Flavius Theodorus Petrus Demosthenes, öströmischer Prätorianerpräfekt 521 n. Chr.
- Theodoros (Referendarius), oströmischer Beamter unter Justinian I., Mitte 6. Jahrhundert n. Chr.

Mittelalter
- Theodorus Calliopas, oströmischer Patricius und Exarch von Ravenna von 643 bis ca. 645, und 653 bis vor 666
- Theodoros I. Komnenos Dukas (Theodoros I. Angelos oder Theodor Comnenus Ducas oder Theodōros Komnēnos Angelos Doukas; *1180/85; † nach 1253), von 1215 bis 1230 Despot von Epirus und zwischen 1224 und 1230 Gegenkaiser in Thessaloniki
- Theodoros Metochites (1270–1332), byzantinischer Diplomat, hoher Regierungsbeamter (Kanzler und persönlicher Berater (mesaxōn) des Kaisers Andronikos II. Palaiologos), Theologe, Philosoph, Historiker, Astronom, Dichter und Kunstmäzen

Autoren, Philosophen, Naturwissenschaftler, Ärzte und darstellende Künstler
- Theodoros von Byzantion, Rhetor im 5. Jahrhundert v. Chr.
- Theodoros von Kyrene (Mathematiker) (* um 460 v. Chr.; † um 399 v. Chr.), Mathematiker
- Theodoros (Schauspieler), Schauspieler im 4. Jahrhundert v. Chr.
- Theodoros von Kyrene (Philosoph) (* vor 340 v. Chr.; † wohl nach 250 v. Chr.), Philosoph der kyrenaischen Schule, auch genannt Atheos („der Gottlose“)
- Theodoros von Soloi, Platoniker und  Mathematiker
- Theodoros von Gadara, Rhetor im 1. Jahrhundert v. Chr.
- Theodoros von Asine, ein Philosoph (Neuplatoniker) im 4. Jahrhundert
- Theodorus Priscianus, Arzt des 4./5. Jahrhunderts, Schüler des Vindicianus
- Theodoros von Hermoupolis, byzantinischer Jurist in der 2. Hälfte des 6. Jahrhunderts
- Theodoros Prodromos, byzantinischer Schriftsteller
- Theodoros Gazes (lateinisch Theodorus Gaza; * um 1410, † um 1475), griechischer Gelehrter

Personen der Religion
- Theodor Stratelates (auch Theodor von Euchaïta oder Theodor von Heraklea; † um 306), Heiliger der orthodoxen und katholischen Kirche
- Theodoros Anagnostes (auch Theodorus Lector; † vor 550), spätantiker Kirchenhistoriker
- Theodorus (auch Theudarius von Vienne; † um 575), Abt von Vienne und Klostergründer
- Theodoros von Edessa (Theodoros der Sabait), wurde um das Jahr 836 Bischof von Edessa; Heiliger der orthodoxen Kirche
- Theodorus von Gallipoli, Bischof von Gallipoli 1158–1173

Bildende Künstler und Handwerker
- Theodoros von Samos, Architekt und Bildhauer im 6. Jahrhundert v. Chr.
- Theodoros (Töpfer), böotischer Töpfer im späten 6. Jahrhundert v. Chr.
- Theodoros von Phokaia, Architekt im 4. Jahrhundert v. Chr. Entwarf die Tholos von Delphi.
- Theodoros (Maler I), griechischer Maler wohl im 3. Jahrhundert v. Chr.
- Theodoros von Samos (Maler), griechischer Maler im 2. Jahrhundert v. Chr.
- Theodoros (griechischer Architekt), griechischer Architekt in Arsinoe im 2. Jahrhundert v. Chr.
- Theodoros (Maler II), griechischer Maler wohl im 2. Jahrhundert v. Chr.
- Theodoros von Ephesos (Maler), griechischer Maler im 1. Jahrhundert v. Chr.
- Theodoros von Argos, griechischer Bildhauer im 1. Jahrhundert v. Chr.
- Theodoros (Bildhauer), griechischer Bildhauer in Rom in augusteischer Zeit
- Theodoros der Jüngere, griechischer Münzstempelschreiber im 2. Jahrhundert
- Theodoros (Toreut), griechischer Toreut im 2. Jahrhundert
- Theodoros von Theben, griechischer Bildhauer spätestens im 3. Jahrhundert
- Theodoros (Steinmetz), griechischer Steinmetz im 6. Jahrhundert
- Theodoros (byzantinischer Architekt), byzantinischer Architekt im 6. Jahrhundert
- Theodoros (Ingenieur), byzantinischer Ingenieur und Architekt im 6. Jahrhundert
- Theodoros (Zimmermann), byzantinischer Zimmermann, Schnitzer und Baumeister im 6. Jahrhundert
- Theodoros (Mozaizist), byzantinischer Mozaizist im 6. Jahrhundert
- Theodoros (Baumeister), byzantinischer Baumeister im 6. Jahrhundert

Moderne Namensträger
- Theodorus Bailey (1758–1828), US-amerikanischer Politiker (Demokratisch-Republikanische Partei)
- Theodorus Frederik van Capellen (1762–1824), holländischer Seeoffizier
- Theodorus von Celles (1166–1236), Gründer und erster Generalprior des Ordens vom Heiligen Kreuz (Kreuzherren, OSC)
- Theodorus van der Croon (1668–1739), dritte alt-katholische Erzbischof von Utrecht
- Theodoros Kolokotronis (1770–1843), griechischer Freiheitskämpfer
- Theodorus Schrevelius (auch Dirk Schrevel; 1572–1649), Humanist, Autor und Dichter
- Theodoros Stamos (1922–1997), griechisch-amerikanischer Maler
- Theodoros Vryzakis (1814–1878), griechischer Genremaler der Münchener Schule

## Namensträger ohne die Personalendung
→ Theodor